# 八尾町滅鬼
八尾町滅鬼（やつおまちめっき）は、富山県富山市八尾地域の町名である。集落人口は189人で世帯数は77戸。

## 地理
神通川中流の左岸、杉原台地という下位段丘の末端に集落が立地している。

## 地名
地名の由来は、近世には大密林地帯で狐狸盗賊の類が出没し、人を近づけなかったので勇猛の士がこれら妖鬼を退治したので滅鬼と名付けたとの説と、神通川のドンドコの流音からきたとの説がある。
「滅鬼」の名前が2020年にヒットした漫画・アニメ『鬼滅の刃』を連想させることから、本来は関わり合いがないながらも聖地巡礼目的で訪れる同作のファンが出始めた。この現象について、区長の坪坂啓治は「小さな地区ではあるが、鬼滅の刃を通じて話題になり、地名が知られることはうれしく思う」と語っている。

## 建築物

### 滅鬼会館
滅鬼集落の集会所である。目の前には「滅鬼」バス停がある。

### 神明社
八尾町滅鬼の旧村社で、杉田神や稲荷神を祀っており、住民の信仰対象となってきた。賽銭箱は置かれていない。

## 自然
集落の周囲は圃場整備が進んだ水田である。

## 交通
富山市街地から約15kmの位置にあり、集落中を富山県道342号中神通井田線が貫いている。
富山地方鉄道バスの「滅鬼」バス停が所在する。
用水路には「滅鬼橋」が架かる。

## 歴史
1889年、同地に滅鬼簡易小学校が設置されていた。同校は1892年10月1日に大字城生村の本長寺に移転し、同年12月に至誠尋常小学校と改称された（その後1895年4月18日の城生尋常小学校への改称を経て、現在の富山市立杉原小学校へと至る）。

## 参考出典
『富山県の地名』平凡社